# Recsk 1950-1953, egy titkos kényszermunkatábor története
Recsk 1950-1953, egy titkos kényszermunkatábor története es una película documental húngara de 1988 dirigida por Lívia Gyarmathy y su esposo Géza Böszörményi. El documental cuenta la historia de Recsk, el campo de prisioneros políticos más notorio de Hungría, que funcionó entre 1950 y 1953. A principios de la década de 1950, la existencia misma de este campo para prisioneros políticos en Recsk era uno de los secretos más profundos del régimen comunista húngaro.
Este fue el primer documental húngaro sobre los campos de prisioneros políticos de la década de 1950 en Hungría y ayudó a preparar el terreno para el llamado "cambio de sistema", el fin del socialismo en Hungría. En la película, la directora Lívia Gyarmathy entrevista tanto a los viejos guardias como a los prisioneros de Recsk. La idea de la película provino de Géza Böszörményi, quien estuvo encarcelado en Recsk.

## Premios y nominaciones
| Fecha                   | Ceremonia                                   | Categoría        | Recipient(s)                                             | Resultado | Ref.  |
| ----------------------- | ------------------------------------------- | ---------------- | -------------------------------------------------------- | --------- | ----- |
| 25 de noviembre de 1989 | 2.ª edición de los Premios del Cine Europeo | Mejor Documental | Recsk 1950-1953, egy titkos kényszermunkatábor története | Ganadora  | [ 1 ] |